# Вальтер Пфлаубаум
Вальтер Пфлаубаум (нім. Walter Pflaumbaum; 19 вересня 1891, Гарделеген — 3 листопада 1974, Бад-Бефензен) — німецький фермер і політик, доктор сільськогосподарських наук (1919), штурмгауптфюрер СА (22 лютого 1939), штурмбанфюрер СС (1944). Кавалер Лицарського хреста Хреста Воєнних заслуг.

## Біографія
Вивчав сільське господарство в Мюнхені і Галле. Учасник Першої світової війни, командир батареї. Після війни продовжив навчання, став керівником тваринництва в Альтмарку і членом сільськогосподарської палати Саксонії-Ангальт. З 1924 року — директор сільськогосподарського товариства Середнього Везера. З 1928 року — голова відділу тваринництва і молочного господарства сільськогосподарської палати Рейнланду. 1 травня 1933 року вступив у НСДАП (квиток № 3 144 293). З 1934 року — голова Головної асоціації німецького тваринництва. В 1935 році став фермером, в тому ж році очолив Імперський контроль тваринництва, займав цю посаду до кінця Другої світової війни.
В 1945—1947 роках працював у харчовій промисловості Нижньої Саксонії, потім став фермером в Бад-Бефензені. Окрім цього, Пфлаубаум очолював районну асоціацію селян Ільцена і асоціацію підтримки німецької картопляної промисловості. З 6 травня 1955 по 19 жовтня 1957 року — депутат ландтагу Нижньої Саксонії від ХДС. В 1957-65 роках — депутат бундестагу від Ільцена.

## Нагороди
- Залізний хрест 2-го і 1-го класу
- Нагрудний знак «За поранення» в чорному
- Почесний хрест ветерана війни з мечами
- Хрест Воєнних заслуг 2-го і 1-го класу
- Лицарський хрест Хреста Воєнних заслуг (1 жовтня 1944)
- Орден «За заслуги перед Федеративною Республікою Німеччина», офіцерський хрест